# الطريق السريع 17 (ألمانيا)
الطريق السريع 17 هو طريق سريع يقع في ساكسونيا، جنوب شرق ألمانيا. ويربط درسدن بالحدود التشيكية حيث يربط بطريق دي8 ويتابع إلى براغ. يعتبر الطريق حديث نوعاً ما، حيث تم فتح الامتداد الأول في عام 2001، والأخير في عام 2006م.

## الموقع

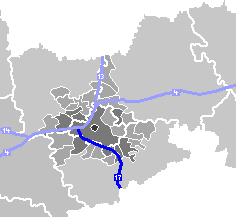
درسدن الكبرى، امتداد الطريق موضح في الصورة